# Liste des maires d'Aix-en-Provence

## Nomination ou élection du maire
De 1789 à 1799, les agents municipaux (maires) sont élus au suffrage direct pour deux ans et rééligibles, par les citoyens actifs de la commune, contribuables payant une contribution au moins égale à trois journées de travail dans la commune. Sont éligibles ceux qui paient un impôt au moins équivalent à dix journées de travail.
De 1799 à 1848, la constitution du 22 frimaire an VIII (13 décembre 1799) revient sur l’élection du maire : les maires sont nommés par le premier consul pour les communes de plus de 5 000 habitants. La Restauration instaure la nomination des maires et des conseillers municipaux. Après 1831, les maires sont nommés (par le roi pour les communes de plus de 3 000 habitants, par le préfet pour les plus petites), mais les conseillers municipaux sont élus pour six ans.
Du 3 juillet 1848 à 1851, les maires continuent à être nommés par le préfet pour les communes de plus de 6 000 habitants.
De 1851 à 1871, les maires sont nommés par le préfet pour les communes de moins de 3 000 habitants et pour cinq ans à partir de 1855.
Depuis 1871, les maires sont élus par le conseil municipal à la suite de leur élection au suffrage universel.

## Liste des maires
Le tableau ci-dessous dresse la liste des maires d'Aix-en-Provence.
| Nom | Début de mandat   | Fin de mandat      | Observations                                   | Portrait |
| --- | ----------------- | ------------------ | ---------------------------------------------- | -------- |
| Jean Espariat                                                                                           | 10 février 1790   | 11 novembre 1790   |                                                |          |
| Toussaint-Bernard Émeric-David                                                                          | 11 novembre 1790  | 1er septembre 1791 |                                                |          |
| Laurent Elzéar Perrin                                                                                   | 1792              | 24 juillet 1793    |                                                |          |
| Mériaud                                                                                                 | 24 juillet 1793   | 28 septembre 1793  | Commissaire                                    |          |
| J. L. Émeric                                                                                            | 28 septembre 1793 | 17 février 1796    | Commissaire                                    |          |
| Administration provisoire du département des Bouches-du-Rhône, en remplacement de la municipalité d'Aix |                   |                    |                                                |          |
| Laurin                                                                                                  | 10 septembre 1796 | 16 décembre 1797   | Président                                      |          |
| Reverdit                                                                                                | 16 décembre 1797  | 20 avril 1798      | Président                                      |          |
| Émeric                                                                                                  | 20 avril 1798     | 25 mai 1798        | Président                                      |          |
| Brignon                                                                                                 | 25 mai 1798       | 27 mai 1799        | Président                                      |          |
| Orcel                                                                                                   | 27 mai 1799       | 20 juillet 1799    | Président                                      |          |
| Brignon                                                                                                 | 20 juillet 1799   | 7 mai 1800         | Président                                      |          |
| Brignon                                                                                                 | 7 mai 1800        | 31 mai 1802        | Maire                                          |          |
| François Sallier                                                                                        | 31 mai 1802       | 26 juin 1806       | Maire                                          |          |
| Antoine Alexis                                                                                          | 26 juin 1806      | 15 août 1806       |                                                |          |
| Jean-Baptiste-Boniface de Fortis                                                                        | 15 août 1806      | 13 août 1808       | Maire                                          |          |
| Alexandre de Fauris de Saint-Vincens                                                                    | 13 août 1808      | 20 novembre 1809   |                                                |          |
| Jean-Baptiste-Boniface de Fortis                                                                        | 20 novembre 1809  | 11 août 1811       | Maire                                          |          |
| Jean-Baptiste Paul Gras                                                                                 | 11 août 1811      | 4 mai 1815         |                                                |          |
| Joseph Dubreuil                                                                                         | 4 mai 1815        | 28 juin 1815       | Maire                                          |          |
| Jean-Baptiste Paul Gras                                                                                 | 28 juin 1815      | 30 juin 1815       |                                                |          |
| Gaston d'Olivary                                                                                        | 30 juin 1815      | 8 septembre 1816   | Provisoirement                                 |          |
| Louis d'Estienne du Bourguet                                                                            | 8 septembre 1816  | 8 août 1830        |                                                |          |
| Joseph Chambaud                                                                                         | 8 août 1830       | 20 août 1830       | Provisoirement                                 |          |
| Ambroise Mottet                                                                                         | 20 août 1830      | 28 juin 1831       |                                                |          |
| Joseph Chambaud                                                                                         | 28 juin 1831      | 8 août 1835        |                                                |          |
| Antoine Aude                                                                                            | 8 août 1835       | 10 mars 1848       |                                                |          |
| Jassuda Bédarride                                                                                       | 10 mars 1848      | 18 mai 1849        |                                                |          |
| Michel Toussaint                                                                                        | 18 mai 1849       | 22 juin 1849       |                                                |          |
| Félicien Agard                                                                                          | 22 juin 1849      | 7 août 1849        |                                                |          |
| Émile Rigaud                                                                                            | 7 août 1849       | 11 janvier 1863    |                                                |          |
| Pascal Paul Roux                                                                                        | 11 janvier 1863   | 4 septembre 1870   |                                                |          |
| Jean-Philippe Alexis                                                                                    | 4 septembre 1870  | 20 avril 1871      |                                                |          |
| Jules Vieil                                                                                             | 20 avril 1871     | 25 mai 1871        |                                                |          |
| Gustave Heirieis                                                                                        | 25 mai 1871       | 9 mai 1873         |                                                |          |
| Martial Bouteille                                                                                       | 9 mai 1873        | 29 décembre 1874   |                                                |          |
| Eugène de Mougins de Roquefort                                                                          | 29 décembre 1874  | 9 mai 1876         |                                                |          |
| Salomon Bedarrides                                                                                      | 9 mai 1876        | 1er octobre 1877   |                                                |          |
| Eugène de Mougins de Roquefort                                                                          | 1er octobre 1877  | 27 décembre 1877   |                                                |          |
| Salomon Bedarrides                                                                                      | 27 décembre 1877  | 23 mai 1884        |                                                |          |
| Henri Tassy                                                                                             | 23 mai 1884       | 5 juin 1884        |                                                |          |
| Alfred Gautier                                                                                          | 5 juin 1884       | 1886               |                                                |          |
| François Mandin                                                                                         | 1886              | 19 mai 1888        |                                                |          |
| Benjamin Abram                                                                                          | 19 mai 1888       | 15 mai 1896        |                                                |          |
| Gabriel Baron                                                                                           | 15 mai 1896       | 26 octobre 1897    |                                                |          |
| Maurice Bertrand                                                                                        | 26 octobre 1897   | 9 mars 1902        | Membre de la concentration républicaine        |          |
| Joseph Cabassol                                                                                         | 9 mars 1902       | 22 novembre 1908   |                                                |          |
| Maurice Bertrand                                                                                        | 22 novembre 1908  | 30 novembre 1919   |                                                |          |
| Joseph Jourdan                                                                                          | 30 novembre 1919  | 10 mai 1925        |                                                |          |
| Eugène Debazac                                                                                          | 10 mai 1925       | 18 mai 1929        | Membre des socialistes unifiés                 |          |
| Joseph Jourdan                                                                                          | 18 mai 1929       | 6 novembre 1934    |                                                |          |
| Louis Coirard                                                                                           | 6 novembre 1934   | 19 mai 1935        | Modéré MRP[à vérifier]                         |          |
| Jean Peytral                                                                                            | 19 mai 1935       | 7 décembre 1940    |                                                |          |
| Célestin Coq                                                                                            | 7 décembre 1940   | 23 août 1944       | Président                                      |          |
| Jules Schuller                                                                                          | 23 août 1944      | 19 mai 1945        | Président                                      |          |
| Henri Mouret                                                                                            | 19 mai 1945       | 27 janvier 1967    | MLN, SFIO, puis « indépendant » (centre droit) |          |
| Félix Ciccolini                                                                                         | 27 janvier 1967   | 29 juin 1978       | SFIO puis PS                                   |          |
| Alain Joissains                                                                                         | 29 juin 1978      | 18 mars 1983       | UDF-Rad.                                       |          |
| Jean-Pierre de Peretti                                                                                  | 18 mars 1983      | 24 mars 1989       | UDF                                            |          |
| Jean-François Picheral                                                                                  | 24 mars 1989      | 18 mars 2001       | PS                                             |          |
| Maryse Joissains-Masini                                                                                 | 18 mars 2001      | 24 septembre 2021  | UDF-PRV puis UMP/LR                            |          |
| Sophie Joissains                                                                                        | 24 septembre 2021 |                    | UDI                                            |          |

## Compléments